# Esatto!
Esatto! è un singolo del cantautore ed attore italiano Francesco Salvi, pubblicato nel 1989.
Il brano è contenuto nell'album Megasalvi.
La canzone si rivela un successo, al punto che giunge settima nella classifica finale del Festival di Sanremo 1989: deride la qualità modesta della musica leggera contemporanea, per contrapporsi alla quale Salvi decide di far cantare alcuni animali (sul palco dell'Ariston, al suo fianco si presentano una serie di comparse travestite da bestie).

## Tracce
1. Esatto! – 3:36
2. Universal Love – 3:59